# 鹿児島県立若駒学園
鹿児島県立若駒学園（かごしまけんりつわかこまがくえん）は、鹿児島県霧島市にある児童自立支援施設である。
家庭や学校で適応できない児童（18歳未満）あるいは家庭裁判所において保護処分を申し渡された児童を受け入れ、個々の児童の状況に応じて必要な指導を行い、児童の健全な人格形成と自立を支援する。

## 所在地
- 鹿児島県霧島市国分上之段
  - JR九州日豊本線 国分駅から徒歩10分の国分駅入口より牧之原・志布志方面のバスで若駒学園前下車目の前（空港リムジンは志布志行きのみ停車）。
  - 東九州自動車道国分インターチェンジから車で約10分。

## 沿革
- 1909年 - 感化法施行により、私立錦江学院（鹿児島市）を代用感化院に指定。
- 1918年 - 現在地に県立感化院牧ノ原学校を創設。定員20名。
- 1934年 - 少年教護法施行により、少年教護院牧ノ原学校となる。
- 1948年 - 児童福祉法施行により、児童福祉施設教護院牧ノ原学校となる。
- 1964年 - 牧ノ原学園に名称変更。
- 1974年 - 体育館を新設。
- 1987年 - 同園職員によるせっかん死事件発生（後述）。
- 1994年 - プールを新設。
- 1996年 - 家族ふれあい館を新設。
- 1998年 - 児童福祉法（一部改正）施行により、教護院を児童自立支援施設に改称。
- 2008年4月 - 義務教育が導入され、施設内に霧島市立塚脇小学校若駒分教室、霧島市立牧之原中学校若駒分校が開校。同時に鹿児島県立牧ノ原学園から若駒学園に名称変更し、中舎制（男子1寮・女子1寮＝定員40名）に移行した。

## 児童の処遇方針
職員と児童が24時間起居を共にしながら生活指導・学習指導・作業指導の3分野を中心に指導する。その中で，児童相談所への定期的な通所，短期・長期社会適応訓練の実施，交流学習の実施，要保護児童対策地域協議会「個別ケース検討会議」への参加をする。

## 生活指導
「社会再参加」を目標に日課のなかで児童の生活全般および個人課題について指導している。対人関係や規律を守り，自分の役割は責任を持って果たせるように指導すると同時に，個人課題の整理，解決方法を指導する。

## 学習指導
児童は、2008年から学園内に設置された霧島市立牧之原中学校若駒分校・同塚脇小学校分教室で義務教育を受ける。

## 作業指導
農作業や園芸作業等の体験を通して，働くことに興味を持ったり，それを持続することによって完成や収穫の喜びを学ぶ。就職希望をする高等部生は，近くの商店等で職業実習を行い，必要な知識や社会性を身につけ自立へつながるよう支援する。

## 心理指導
児童を理解するために日常の行動観察に加え，児童の状態像を多面的・客観的に把握するため心理指導を行う。

## 同園指導員らによる収容生せっかん死事件
1987年12月3日夕方、無断外出を繰り返す当時13歳の被収容生徒に対し、同園の指導課長はじめ指導員7人が生徒の両腕をガムテープで縛り上げ、殴る蹴るなどの暴行を加えた。その後119番通報により国分地区消防組合（現在の霧島市消防局）の消防隊員が駆け付けたときにはすでに死亡しており、鹿児島大学医学部付属病院で司法解剖に附せられ、指導課長らは傷害致死の疑いで県警国分警察署（現在の霧島警察署）に逮捕された。この事件を受け、指導課長ほか関与した指導員全員が懲戒免職に処せられた。元指導課長らはその後起訴され、鹿児島地方裁判所で有罪判決を受けた。

## 年間行事
- 春：生徒会選挙・茶摘み・芋植え・花文字手入れボランティア・田植え
- 夏：プール開き・児童自立支援施設球技大会・九州少年野球大会
- 秋：運動会・芋掘り・九州少年バドミントン大会・稲刈り・生徒会選挙・学園祭
- 冬：クリスマス会・餅つき大会・持久走大会・修学旅行
- その他：長期社会適応訓練（春・夏・冬・連休）・健康診断・歯科検診・ボランティア活動・検定（漢字力・計算力・英単語力）・避難訓練・関係機関との連絡会など